# Frederick McCarthy
Frederick McCarthy (né le 15 octobre 1881 à Stratford et décédé le 15 février 1974) est un coureur cycliste canadien du début du XXe siècle. 

## Biographie
En 1908, il remporte une médaille de bronze aux Jeux olympiques de Londres, lors de la poursuite par équipe avec William Anderson , Walter Andrews et William Morton. Il participe également aux épreuves du 20 kilomètres, du 5 kilomètres, du 660 yards, du 100 kilomètres, du tandem avec William Morton et de la vitesse individuelle mais est éliminé au 1er tour à chaque fois.

## Palmarès

### Jeux olympiques
- Londres 1908
  -  Médaillé de bronze de la poursuite par équipe (avec William Anderson , Walter Andrews et William Morton)